# Khomyakovite
La khomyakovite è un minerale appartenente al gruppo dell'eudialite.

## Etimologia
Il nome è in onore del mineralogista e geochimico russo Alexander Petrovich Khomyakov (1933-2012), si è occupato approfonditamente dello studio delle rocce alcaline.